# Sara Gilbert
Sara Gilbert (Santa Monica, 1975. január 29. –) amerikai színésznő, rendező és producer, aki Darlene Conner szerepéről ismert az ABC Roseanne című sitcomjában (1988-1997; 2018), amelyért két Primetime Emmy-díj jelölést kapott. Emellett ő a CBS nappali talkshow-jának, a The Talknak az alkotója és korábbi társ-műsorvezetője. Visszatérő szerepe volt továbbá Leslie Winkle a CBS Agymenők című sorozatában.

## Élete
Gilbert Sara Rebecca Abeles néven született a kaliforniai Santa Monicában, Barbara Cowan és Harold Abeles lányaként. Mindkét szülője zsidó.[4] Anyai nagyapja a Trixie alkotója, Harry Crane volt. Gilbertnek négy féltestvére van. Anyai ágon két testvére van, Melissa és Jonathan. Ők A farm, ahol élünk sztárjai voltak. 1984-ben Sara felvette a Gilbert vezetéknevet Paul Gilbert után. Gilbertnek apai ágon két testvére is van, Patrice nővére és Joseph testvére.
Gilbert 1997-ben kitüntetéssel diplomázott a Yale Egyetemen, művészeti szakon, fotográfia szakirányon.

## Magánélete
Tinédzser korában Johnny Galecki színésszel járt. Kapcsolatuk során rájött, hogy leszbikus. Azonban továbbra is barátságban áll Galeckivel.
2001-ben Ali Adler producerrel kezdett járni. Két gyermekük született: Levi Hank (2004) és Sawyer Jane (2007). Több évig titokban tartotta szexualitását, azonban 2010-ben bejelentette, hogy leszbikus. 2011 augusztusában Gilbert bejelentette, hogy ő és Adler elváltak.
Ezután a 4 Non Blondes énekesnőjével,Linda Perry-vel állt párkapcsolatban. 2013 áprilisában jegyezték el egymást, és 2014. március 30-án házasodtak össze. 2015. február 28-án megszületett fiuk, Rhodes Emilio Gilbert Perry. 2019. december 27-én Perry és Gilbert elváltak.

## Filmográfia
- 2001: Fiúk az életemből